# セバーン・トレント
セバーン・トレント（英: Severn Trent plc）は、イングランド中西部・コヴェントリーに本部を持ち、ウェスト・ミッドランズを中心に、水道事業を行う株式会社。ロンドン証券取引所上場企業（LSE: SVT）。

## 沿革
1974年に設立されたセバーン・トレント水道局の担当地域をベースに、1989年7月、イングランドの水道事業の民営化に伴い設立された。1993年に同業のEast Worcester Water plcを買収し統合、2017年に同業のDee Valley Water plcを買収し傘下においた。1991年に廃棄物処理会社のBiffa Limitedを買収しているが、2006年に売却した。設立時は本社をバーミンガムに置いていたが、2010年にコヴェントリーへ移転した。
2016年6月、水市場の規制緩和に備え、同業のユナイテッド・ユーティリティーズと合弁事業のWater Plusを設立し、法人顧客への販売サービスを開始した。
セバーン・トレントはセヴァーン川およびトレント川の上流・中流域を中心に事業を展開しているが、ウェールズの一部地域でも事業を行っており、Hafren Dyfrdwyのブランド名を用いている。売上の9割は水道事業であるが、他に再生可能エネルギー事業などを行っている。